# Мікаель Бурґен
Мікаель Бурґен  (фр. Mickael Bourgain, 28 травня 1980) — французький велогонщик, олімпійський медаліст.

## Виступи на Олімпіадах
| Олімпіада  | Дисципліна       | Місце |
| ---------- | ---------------- | ----- |
| Афіни 2004 | спринт           | 8     |
| Афіни 2004 | кейрін           | 4     |
| Афіни 2004 | командний спринт | 3     |
| Пекін 2008 | спринт           | 3     |
| Пекін 2008 | командний спринт | 2     |